# 安东·克拉斯诺什塔诺夫
安东·阿列克谢耶维奇·克拉斯诺什塔诺夫（羅馬化：Anton Alekseyevich Krasnoshtanov；1986年6月10日—）是俄罗斯政治人物，第八届国家杜马代表。他的父亲是第七届国家杜马议员阿列克谢·克拉斯诺什塔诺夫。
2008年，安东·克拉斯诺什塔诺夫毕业于西伯利亚国立跨地区建筑与创业学院。2014年，他还获得了伊尔库茨克国立交通大学的学位。2017年，他成为伊尔库茨克州立法议会代表。他于2020年11月卸任，成为伊尔库茨克政府成员。2021年9月起，他担任第八届国家杜马代表。

## 制裁
克拉斯诺什塔诺夫于2022年因俄乌战争而受到英国政府制裁。